# Адамс (гора, Колорадо)
Адамс (англ. Adams) — горная вершина из Крестонской группы гор в хребте Сангре-де-Кристо Скалистых гор Северной Америки. Четырёхтысячник высотой 4246 метров расположен примерно в 8 километрах к северо-востоку от городка Крестон в округе Савоч, штат Колорадо, США, на водоразделе, разделяющем национальный лес Сан-Исабель и округ Кастер от национального леса Рио-Гранде и округа Савоч.
Восхождение на гору Адамс возможно по маршрутам 3 класса сложности по Йосемитской десятичной системе (скрэмблинг), с любой стороны Крестон. Гора Адамс выглядит достаточно «маленькой» по сравнению с другими горами Крестонов. Тем не менее, восхождение на эту гору открывает виды на другие горы на западе и юге: Челленджер-Пойнт, Кит-Карсон, Крестон-Пик и Крестон-Нидл.